# Badia Pavese
Pour les articles homonymes, voir Badia (homonymie).
Badia Pavese est une commune italienne de la province de Pavie, en région Lombardie.

## Administration
| Période                                  | Période  | Identité         | Étiquette | Qualité |
| ---------------------------------------- | -------- | ---------------- | --------- | ------- |
| 14 mai 2001                              | En cours | Giuseppe Arcelli |           |         |
| Les données manquantes sont à compléter. |          |                  |           |         |

### Communes limitrophes
Chignolo Po, Monticelli Pavese, Pieve Porto Morone, Santa Cristina e Bissone.